# فهرست افراد دارای لقب پدر یا مادر در یک زمینه
فهرست افراد دارای لقب پدر یا مادر در زمینهٔ علوم و اختراعات در سطح جهانی یا ایران.

## علوم
| نام                   | لقب                       | علت                                        |
| --------------------- | ------------------------- | ------------------------------------------ |
| ایمهوتپ               | پدر معماری                | ساخت نخستین هرم از اهرام مصر               |
| چارلز بابیج           | پدر محاسبات               | طراحی ماشین محاسبه‌گری                      |
| هرودوت                | پدر تاریخ                 |                                            |
| جابر بن حیان          | پدر شیمی                  |                                            |
| رابرت بویل            | پدر شیمی مدرن             |                                            |
| ابن هیثم              | پدر نورشناسی              |                                            |
| ابوریحان بیرونی       | پدر انسان‌شناسی و هندشناسی |                                            |
| ارنست رادرفورد        | پدر فیزیک هسته‌ای          |                                            |
| فرانسیسکو لانا ترزی   | پدر هوانوردی              |                                            |
| توماس وامپیون         | پدر ساعت‌سازی              |                                            |
| نوربرت واینر          | پدر سایبرنتیک             |                                            |
| فردریک وینسلو تیلور   | پدر مدیریت                |                                            |
| ویلیام موران          | پدر تیغ‌سازی               |                                            |
| باب لاولس             | پدر نشر چاقوسازی          |                                            |
| جیمز لیند             | پدر بررسی آزمایشگاهی      |                                            |
| لوئی داگر             | پدر عکاسی                 |                                            |
| ژوزف نیسه‌فور نیپس     | پدر عکاسی                 |                                            |
| هنری فاکس تالبوت      | پدر عکاسی                 |                                            |
| توماس وگ‌وود           | پدر عکاسی                 |                                            |
| هرمان اوبرت           | پدر مهندسی هوافضا         |                                            |
| رابرت گدارد           | پدر مهندسی هوافضا         |                                            |
| کنستانتین تسیولکوفسکی | پدر مهندسی هوافضا         |                                            |
| جان اسمیتون           | پدر عمران                 | ساخت فانوس دریایی بر روی صخره‌های ادی استون |
| برناردیو راماتزینی    | پدر ایمنی و سلامت شغلی    |                                            |
| آنتونی فان لیوونهوک   | پدر میکروب‌شناسی           |                                            |
| خوارزمی               | پدر جبر                   | توسعه بسیار جبر وبهبود آن                  |

## اختراعات
| نام                      | لقب                    | علت |
| ------------------------ | ---------------------- | --- |
| ویلیس کریر               | پدر تهویه مطبوع        |     |
| جورج گراهام              | پدر کرنومتر            |     |
| گس شومر ایمینک           | پدر لوح فشرده          |     |
| گریس هاپر                | مادر کامپایلر          |     |
| کنراد تسوزه              | پدر کامپیوتر           |     |
| آلن تورینگ               | پدر کامپیوتر           |     |
| جان فون نویمان           | پدر کامپیوتر           |     |
| جان آتاناسف              | پدر کامپیوتر           |     |
| ایدا لاولیس              | مادر برنامه‌نویسی       |     |
| روستیلاو الیگیو          | پدر هواپیمای زمینی     |     |
| ایگور سیکورسکی           | پدر بالگرد             |     |
| وینت سرف                 | پدر نشر اینترنت        |     |
| باب کان                  | پدر اینترنت            |     |
| ماموفوکو آندو            | پدر نودل فوری          |     |
| فرانک ویتل               | پدر موتور جت           |     |
| چارلز هارد تاونز         | پدر لیزر               |     |
| آلکساندر استپانوویچ پپاو | پدر دستگاه پیش‌بینی نور |     |
| جان هریسون               | پدر زمان‌سنج دریانوردی  |     |
| مارسیان هوف              | پدر ریزپردازنده        |     |
| ماساتوشی شیما            | پدر ریزپردازنده        |     |
| مارتین کوپر              | پدر تلفن همراه         |     |
| چاک پدل                  | پدر کامپیوتر شخصی      |     |
| اد رابرتس                | پدر کامپیوتر شخصی      |     |
| دیک مورلی                | پدر پی‌ال‌سی             |     |
| لی د فارست               | پدر رادیو              |     |
| گولیلمو مارکونی          | پدر رادیو              |     |
| گاردیش چانگرا باس        | پدر رادیو              |     |
| نیکولا تسلا              | پدر رادیو (رسانه جمعی) |     |
| دیوید سارنوف             | پدر رادیو (رسانه جمعی) |     |
| آنتونیو میوسی            | پدر تلفن               |     |
| الکساندر گراهام بل       | پدر تلفن               |     |
| فیلیپ فارنسورد           | پدر تلویزیون           |     |
| ولادیمیر زورکین          | پدر تلویزیون           |     |
| جان لوگی برد             | پدر تلویزیون           |     |
| تیم برنرز لی             | پدر وب                 |     |

## در ایران
| نام                | لقب                           | علم         | منبع                          |
| ------------------ | ----------------------------- | ----------- | ----------------------------- |
| محمود حسابی        | پدر فیزیک ایران               | فیزیک       | [ ۱ ]                         |
| پرویز کردوانی      | پدر علم کویرشناسی ایران       | علم         | [ ۲ ]                         |
| حسن تهرانی مقدم    | پدر صنعت موشکی ایران          | علوم نظامی  | [ ۳ ] [ ۴ ]                   |
| علی یخکشی          | پدر دانش محیط زیست ایران      | علم         |                               |
| مه‌لقا ملاح         | مادر دانش محیط زیست ایران     | علم         |                               |
| محمود بهزاد        | پدر علم زیست شناسی نوین ایران | علوم زیستی  |                               |
| غلامعلی بسکی       | پدر طبیعت ایران               | علم         |                               |
| محمود نجم‌آبادی     | پدر تاریخ پزشکی ایران         | پزشکی       |                               |
| بدری تیمورتاش      | مادر دندان‌پزشکی ایران         | دندان‌پزشکی  |                               |
| محمداسماعیل رضوانی | پدر تاریخ معاصر ایران         | علم         |                               |
| حسن باشت باوی      | پدر بوکس ایران                | ورزش        | [ ۵ ] [ ۶ ] [ ۷ ] [ ۸ ] [ ۹ ] |
| سید ذبیح‌الله صفا   | پدر تاریخ ادبیات ایران        | علم         |                               |
| مهرداد بهار        | پدر اسطوره‌شناسی ایران         | اسطوره‌شناسی | [ ۱۰ ]                        |